# Diocèse de Tulle
Le diocèse de Tulle (en latin : Dioecesis Tutelensis) est un diocèse de l'Église catholique en France. Le siège épiscopal est à Tulle.
Érigé dès le 11 juillet 1317 à partir de la partie méridionale du diocèse de Limoges, il est le diocèse historique du Bas-Limousin.
Supprimé par le Concordat de 1801, il a été rétabli en 1822 dans ses frontières actuelles correspondant au territoire du département de la Corrèze.
Jusqu'en 2002, il était suffragant de l'archidiocèse de Bordeaux et relevait de la province ecclésiastique du même nom. Depuis lors, il est suffragant de l'archidiocèse métropolitain de Poitiers, et relève de la province ecclésiastique du même nom, qui comprend les diocèses d'Angoulême, La Rochelle et Saintes, Poitiers, Limoges et Tulle.
Depuis avril 2025, le siège est occupé par Éric Bidot.

## Histoire

### Un jeune diocèse limousin
Avant la création du diocèse, celui de Limoges couvrait l'intégralité du Limousin. Aux origines du Christianisme, la région a été évangélisée par Martial, évêque de Limoges, et Martin de Brive, dit l'Espagnol.
Par la bulle Salvator Noster du 13 août 1317 de Jean XXII, le diocèse de Tulle est érigé en démembrant celui de Limoges. En effet, l'évêque ne pouvait alors fournir tous les services spirituels nécessaires pour son diocèse. L'abbaye Notre-Dame de Tulle devient ainsi siège d'un nouvel évêché pour le Bas Limousin, et l’Abbé Arnaud de Saint-Astier, est promu à la dignité d’évêque. Ces créations de nouveaux diocèses ne sont pas des faits isolés : elles font partie d'un mouvement plus important de réorganisation de l'administration pontificale menée par le pape, qui aboutit à un total de seize nouveaux évêchés dans le sud de la France entre le 11 juillet 1317 et le 7 avril 1318,.
Trois papes sortent de deux de ses paroisses au XIVe siècle :
- Pierre Roger (1291-1352), pape en Avignon sous le nom de Clément VI de 1342 à 1352. Il est le dernier pape à jouer le rôle d’arbitre des affaires européennes en tentant de ramener la paix entre la France et l’Angleterre.
- Étienne Aubert (1282-1362), pape en Avignon sous le nom d'Innocent VI de 1352 à 1362.
- Pierre Roger de Beaufort (ca 1330-1378), pape sous le nom de Grégoire XI de 1371 à 1378. Il transféra le siège pontifical à Rome.

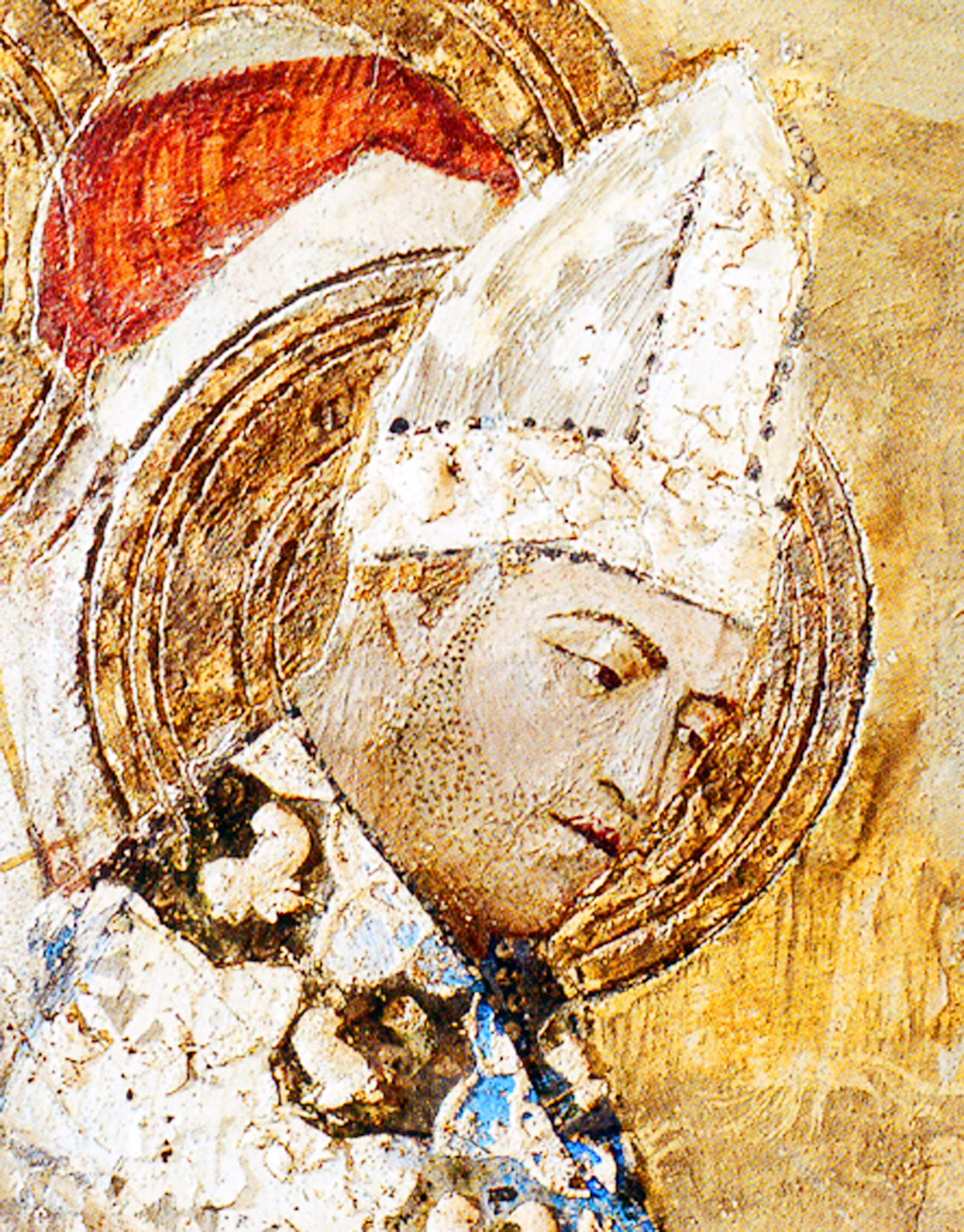
Clément VI.
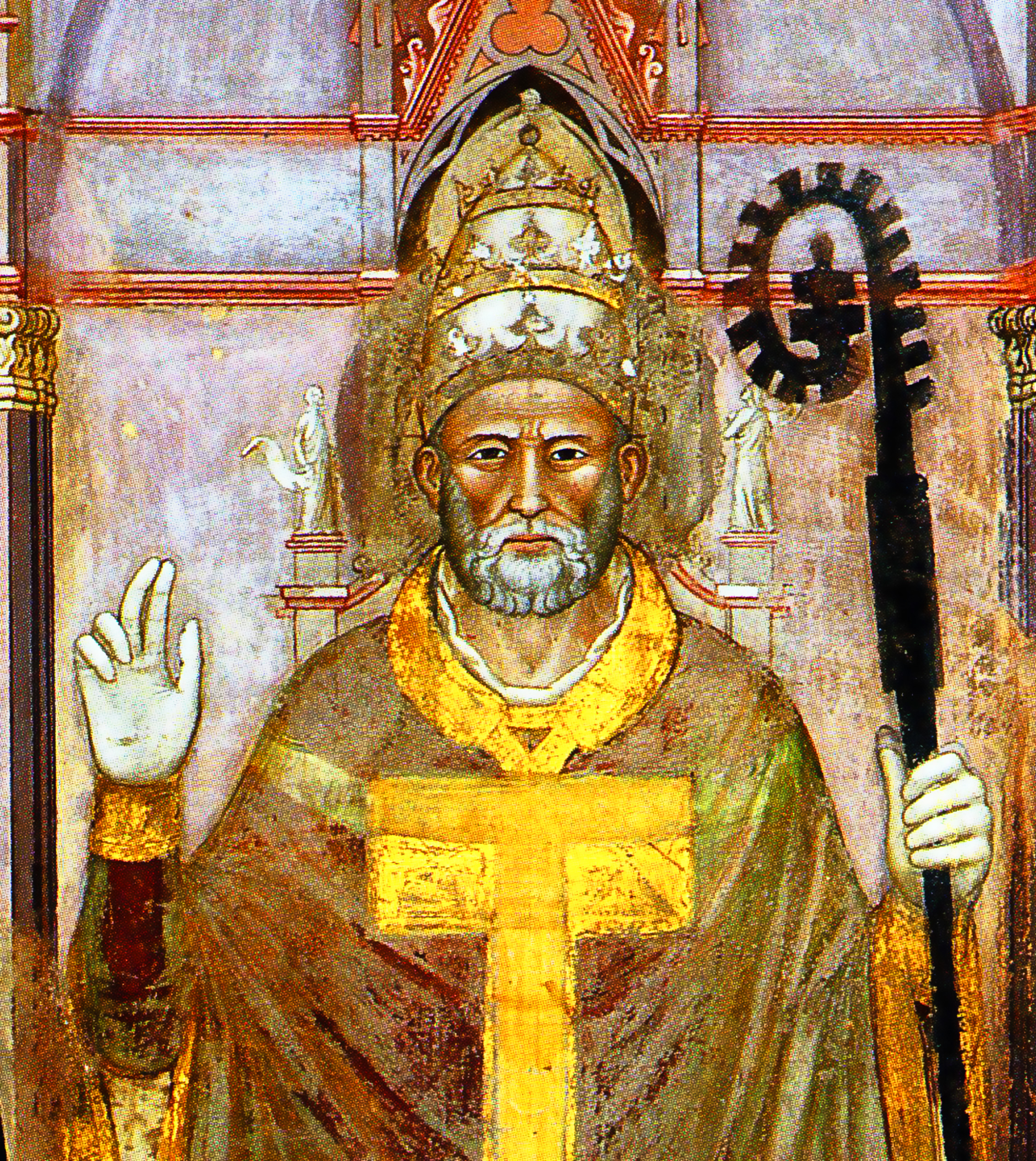
Innocent VI.
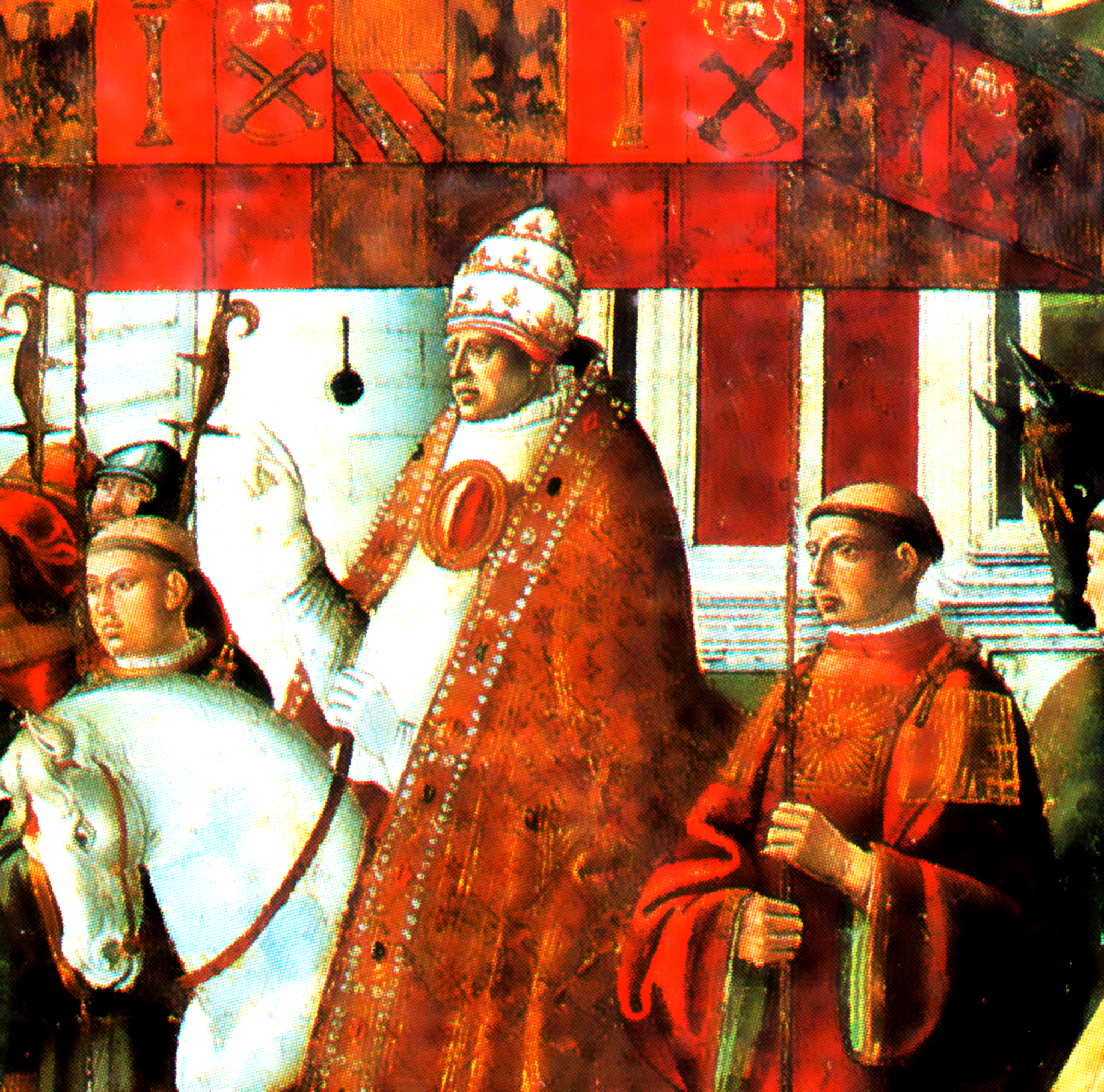
Grégoire XI.

### Un pouvoir important du chapitre de la cathédrale
À Tulle, le chapitre des chanoines de la cathédrale a eu des pouvoirs importants. Ainsi, l'évêque Denis de Bar a-t-il décidé de permuter Tulle et Saint-Papoul avec son successeur dans ce dernier diocèse, afin de mettre fin à sa situation inconfortable dans celui de Tulle. Clément de Brillac qui lui succède fait une demande à Léon X afin de séculariser le chapitre. Cependant, la bulle pontificale n'est promulguée qu'après son décès le 27 octobre 1514. François de Lévis de Ventadour nommé par le pape au siège épiscopal de Tulle doit faire face à ce même chapitre qui avait déjà un élu. Sous son épiscopat, le diocèse doit faire face à la peste qui ravage le territoire diocésain.
Ce chapitre réussit tout de même à faire nommer évêque son doyen en 1587 avec Antoine de La Tour, notamment grâce à la demande de la famille de son prédécesseur, la famille Ricard de Genouillac, qui se destine à occuper l'évêché. L'accession au trône d'Henri IV rencontre l'opposition de son homologue de Limoges Henri de La Marthonie, cependant Antoine de La Tour reconnaît le roi et ne combat pas les Ligueurs.
Au XVIIe siècle, les prêtres de Saint-Sulpice forment un clergé efficace au sein du diocèse.
La personnalité de Jules Mascaron porte le diocèse de Tulle aux lumières du pouvoir, en effet l'évêque étant un prédicateur réputé devint un des favoris de Louis XIV. Ainsi, celui-ci prêchait devant la cour, notamment lors des funérailles. Son successeur Humbert Ancelin surnommé en raison de ses origines modestes "l'évêque Téton" se montre exemplaire en réorganisant le diocèse et le dotant d'un séminaire à Tulle, mais victime de l'hostilité du chapitre de chanoines, il doit se démettre de son siège en 1702.

### Les bouleversements de la Révolution
En 1790, les diocèses sont remodelés afin de correspondre aux limites départementales. Aussi, ils prennent le nom des départements dans le cadre de la Constitution civile du clergé. C'est pourquoi le diocèse devient celui de la Corrèze jusqu'en 1801. L'évêque de Tulle, Charles-Joseph de Raffélis de Saint-Sauveur refuse en janvier 1791 l'offre de Jacques Brival, procureur général syndic de la commune de Tulle et futur conventionnel qui lui propose de devenir évêque constitutionnel du nouveau diocèse de la Corrèze et il doit céder son siège à Jean-Joseph Brival l'oncle du syndic. Ce dernier est évêque constitutionnel jusqu'en 1793, qui sera raillé et accusé de manquer de charisme. Le clergé se divise en 247 prêtres réfractaires contre 195 jureurs. La cathédrale devient temple de la Raison le 27 novembre 1793 puis fermée au culte. Par la suite, l’édifice est pillé et saccagé. On y stocke du fourrage, y est installée une fabrique de canons. Le ministère sacerdotal devient clandestin. Quatre-vingts prêtres émigrent, quarante-cinq défroquent, d'autres sont déportés ou meurent en captivité.
Parmi eux, Jacques Lombardie, né en 1737 à Limoges, fut curé de Saint-Hilaire de Foissac. Prêtre de la Compagnie de Saint-Sulpice, il est confronté aux difficultés traversées par les populations rurales à la veille de la Révolution française. En janvier 1789, il prend part à la rédaction des cahiers de doléances en dénonçant les manquements à la charité évangélique des hommes de pouvoir. Pendant la Révolution Française, il est confrontés aux excès des révolutionnaires, à l'anticléricalisme et la profanation des églises. Il choisit ainsi de ne pas prêter serment à la Constitution civile du clergé, malgré les menaces et les peines qu’il encourt. Ainsi, il est arrêté et transféré, comme 829 de ses confrères, à Rochefort, pour être déporté en Guyane. Le blocus continental des ports empêchant cette déportation, les prêtres et religieux sont entassés sur les "Pontons de Rochefort" dans des conditions de détention inhumaines. Les condamnés continuent cependant à y vivre leur foi dans le secret et l'épreuve des maladies qui s'y développent, comme le scorbut. Il mourut le 22 juillet 1794, âgé de 57 ans.
En 1794, la cathédrale est promise à la démolition. Le citoyen Laval, adjudicataire, s'y oppose et sauve l'édifice. Cependant, deux ans plus tard, la coupole surmontant la croisée du transept s’effondre, entraînant le transept, le chœur et le chevet.
Le diocèse est supprimé par le Concordat de 1801.
La cathédrale est rendu au culte en 1805. Cependant, un mur referme désormais l'extrémité de la nef.

### Un diocèse de missions
Le diocèse est rétabli, à la suite des négociations du projet de Concordat de 1817, par la bulle Paternae charitatis du 6 octobre 1822, qui prend effet en 1823.

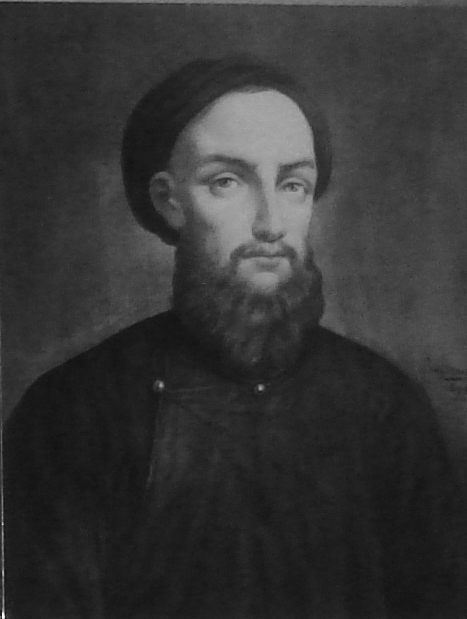
Pierre Borie

Le XIXe siècle est celui des missionnaires. Parmi eux se dégage la personnalité de Pierre Dumoulin-Borie, un prêtre originaire de Beynat appelé en mission au Tonkin dans le cadre des Missions Étrangères de Paris. Ordonné en novembre 1830, il ne rejoint le Tonkin du sud qu'un an et demi plus tard, et notamment après avoir appris le vietnamien à Saïgon. Cependant, il doit faire face aux maladies et aux persécutions. Arrêté en 1838, il apprend dans sa prison qu’il vient d’être nommé évêque. Le bourreau qui devait le décapiter, avait bu pour se donner courage au moment d’exécuter un homme qu’il estimait. Complètement ivre, il dut s’y reprendre sept fois. Exhumé secrètement onze mois plus tard, il repose à la salle des martyrs du séminaire des Missions Étrangères de Paris.
Le XIXe siècle voit aussi apparaître des congrégations féminines dont les Sœurs de Nevers qui s'occupent des hôpitaux. Le carmel de Tulle est fondé en 1836. Parmi les grands évêques de cette époque, l'on peut citer Jean Baptiste Pierre Léonard Berteaud qui donne un essor certain aux deux petits séminaires de Brive et de Servières et le grand séminaire d'Ussel. En 1878, le diocèse compte 458 prêtres et onze ordinations. Il y en a encore 300 en 1940.

### À partir duXXesiècle
À partir du XXe siècle, le diocèse est miné par l'exode rural et le début du laïcisme.
Amable Chassaigne (1940-1962) confie aux prêtres de la Mission de France des zones déchristianisées de campagne, comme à Lapleau, Bugeat et Treignac.
De janvier à août 1962, le diocèse de Tulle est dirigé par Marcel Lefebvre, alors très critique avec l'Église catholique. Il est le futur fondateur de la Fraternité Saint-Pie X.
En 2017, Francis Bestion fait venir la Communauté Saint-Martin pour exercer la charge pastorale dans la paroisse de Brive-la-Gaillarde.

## Géographie
Le territoire du diocèse de Tulle correspond au territoire du département de la Corrèze, soit une superficie de 5 857 km2.
Le diocèse est frontalier de ceux de Limoges (Creuse et Haute-Vienne), Clermont (Puy-de-Dôme), Saint-Flour (Cantal), Cahors (Lot) et Périgueux-et-Sarlat (Dordogne).

### Organisation territoriale
Le diocèse est divisé en quatre espaces missionnaires, 30 communautés locales et 296 paroisses :
- Espace missionnaire de Brive : Communauté locale de Brive-centre et paroisses extra-muros, Communauté locale du Sacré-cœur des rosiers, Communauté locale Notre-Dame de Lourdes d'Estavel et paroisses du Causse, Communauté locale de Malemort, Sainte Thérèse des chapélies, Cosnac, Communauté locale d'Ussac, Communauté locale de Sainte-Féréole, Communauté locale de Saint-Pantaléon de Larche
- Espace missionnaire d'Objat : Communauté locale d'Objat, Communauté locale d'Alassac, Communauté locale de Donzenac, Communauté locale d'Yssandon, Communauté locale d'Arnac-Pompadour-Lubersac, Communauté locale d'Uzerche-Vigeois
- Espace missionnaire de Tulle : Communauté locale de Tulle, Communauté locale de Seilhac-Chamboulive, Communauté locale de Corrèze, Communauté locale de Treignac, Le Lonzac, Chamberet, Communauté locale de Beynat-Aubazine, Communauté locale d'Argentat, Communauté locale de Saint-Privat, Communauté locale de Baulieu, Communauté locale de Meyssac
- Espace missionnaire d'Ussel : Communauté locale d'Ussel, Communauté locale de Merlines-Aygurande, Communauté locale de Sornac, Communauté locale de Neuvic, Communauté locale du plateau de Bort, Communauté locale de Meymac, Peyrelevade, Bugeat, Communauté locale d'Égletons, Soursac, Communauté locale de Marcillac-la-Croisille

## Cathédrale
La cathédrale Notre-Dame de Tulle est l'église-cathédrale du diocèse. Église abbatiale, elle est promue siège épiscopal à la création du diocèse en 1317.

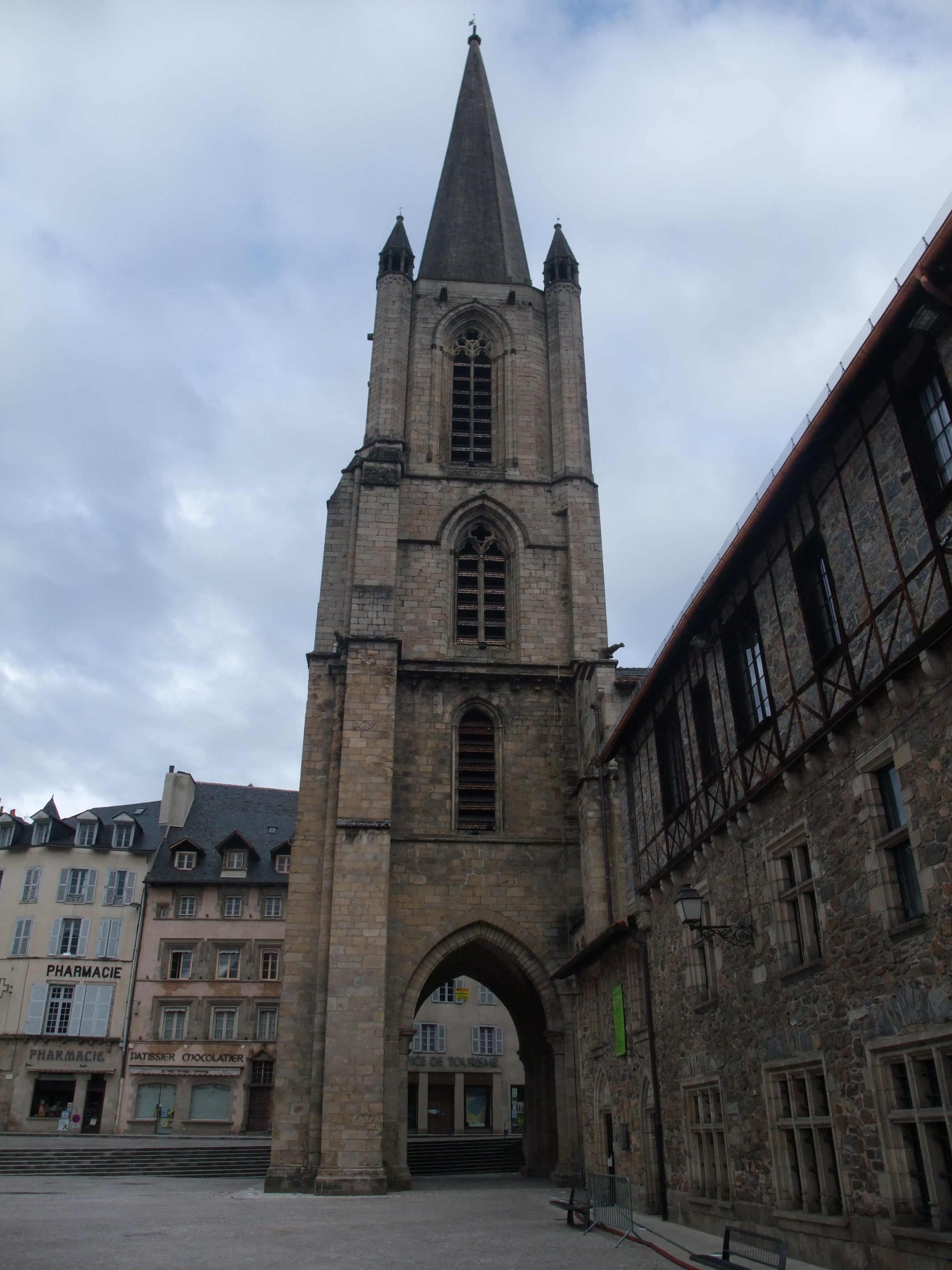
Clocher-porche de la cathédrale Notre-Dame de Tulle.

## Abbayes
De nombreuses abbayes ont été fondées dans la partie méridionale du diocèse de Limoges, puis dans le diocèse de Tulle.
- Abbaye d'Aubazine (Obazine, Aubazines), abbaye cistercienne fondée au XIIe siècle
- Abbaye de Bonnaigue (Saint-Fréjoux), abbaye cistercienne, fondée en 1147
- Abbaye Saint-André et Saint-Léger (Meymac), prieuré bénédictin, fondé en 1085
- Abbaye Saint-Pierre (Beaulieu-sur-Dordogne), bénédictine, fondée vers 855
- Abbaye Saint-Pierre (Vigeois), bénédictine, fondée au Ve siècle
- Abbaye Saint-Pierre-d'Uzerche (Uzerche), bénédictine, fondée aux XIe et XIIe siècles
- Cathédrale Notre-Dame de Tulle (Tulle), église abbatiale bénédictine puis clunisienne, construite en 1130
- Couvent des Capucins (Turenne), fondé en 1670
- Prieuré de Chauffour-sur-Vell, fondé au XIe siècle
- Prieuré Saint-Michel-des-Anges (Saint-Angel), bénédictin, fondé au VIIIe siècle
- Prieuré Saint-Robert (Saint-Robert), bénédictin, fondé en 1079
- Prieuré de Saint-Pantaléon-de-Lapleau, bénédictin puis casadéen, fondé au XIIe siècle
- Église paroissiale Notre-Dame de l'Assomption (Soudaine-Lavinadière), ancien prieuré de l'ordre canonial régulier du Saint-Sépulcre, fondé vers 1263.

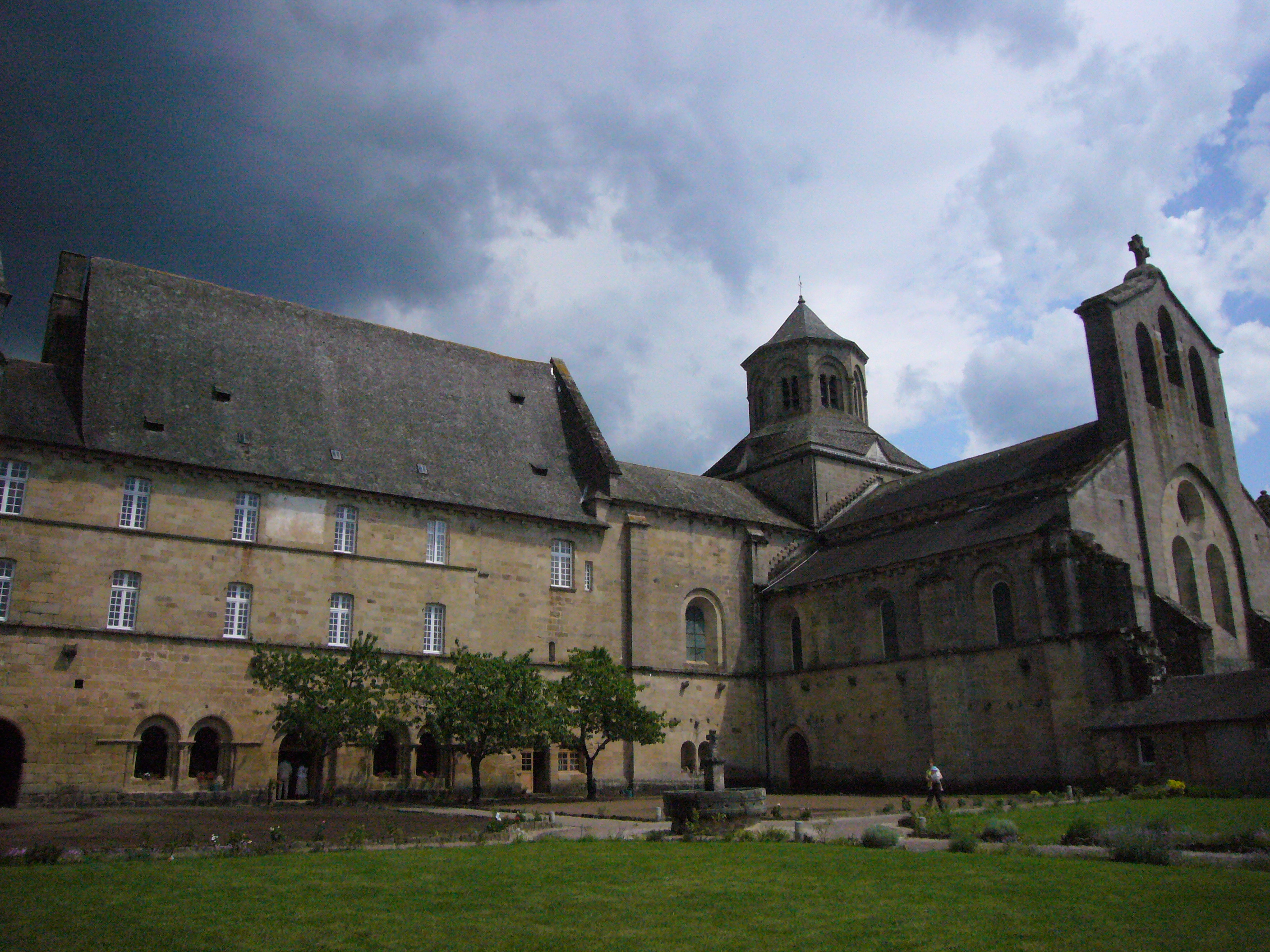
Abbaye Notre-Dame d'Aubazine.
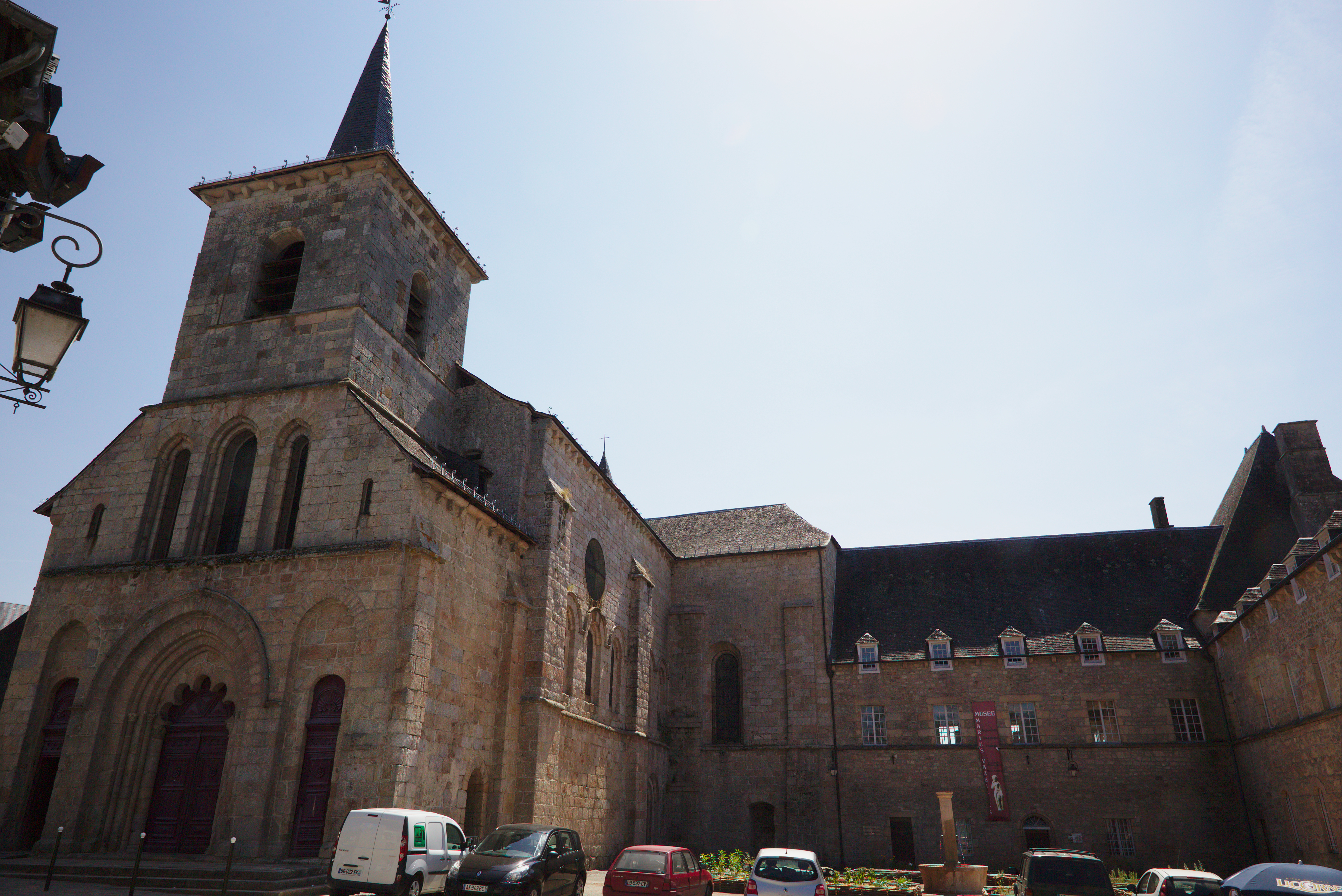
Abbaye Saint-André et Saint-Léger de Meymac.
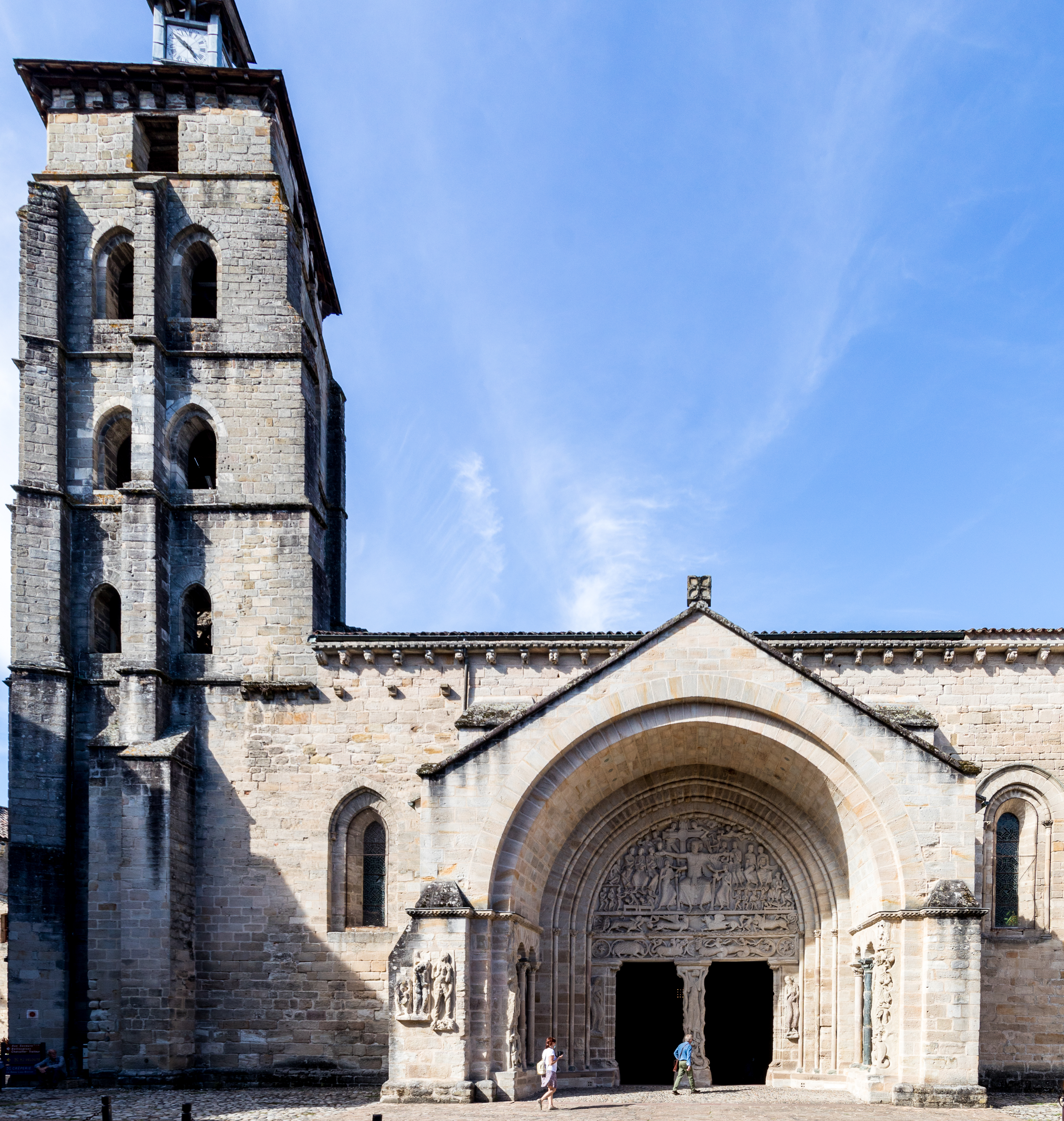
Abbaye Saint-Pierre de Beaulieu.
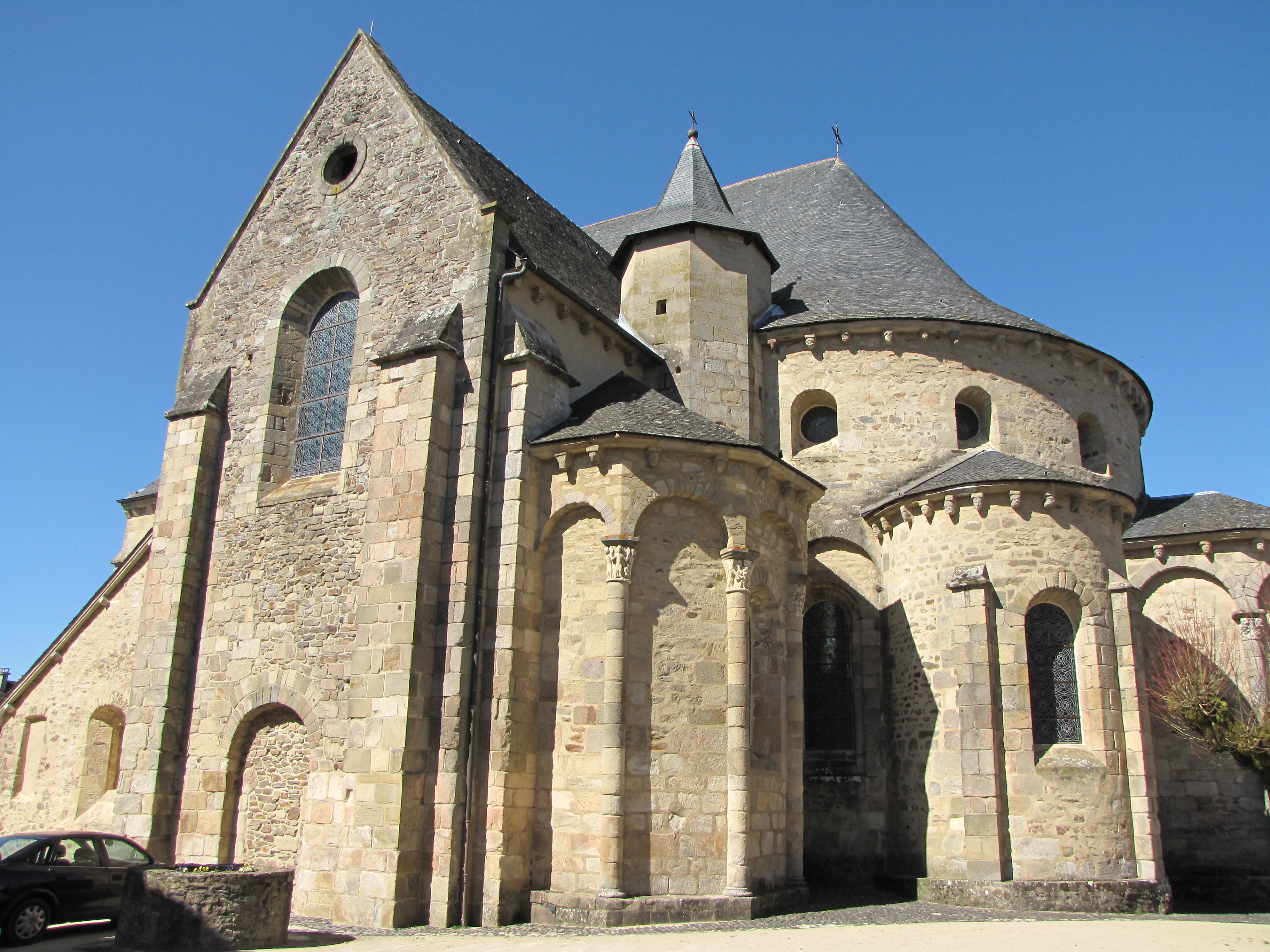
Abbaye Saint-Pierre du Vigeois.
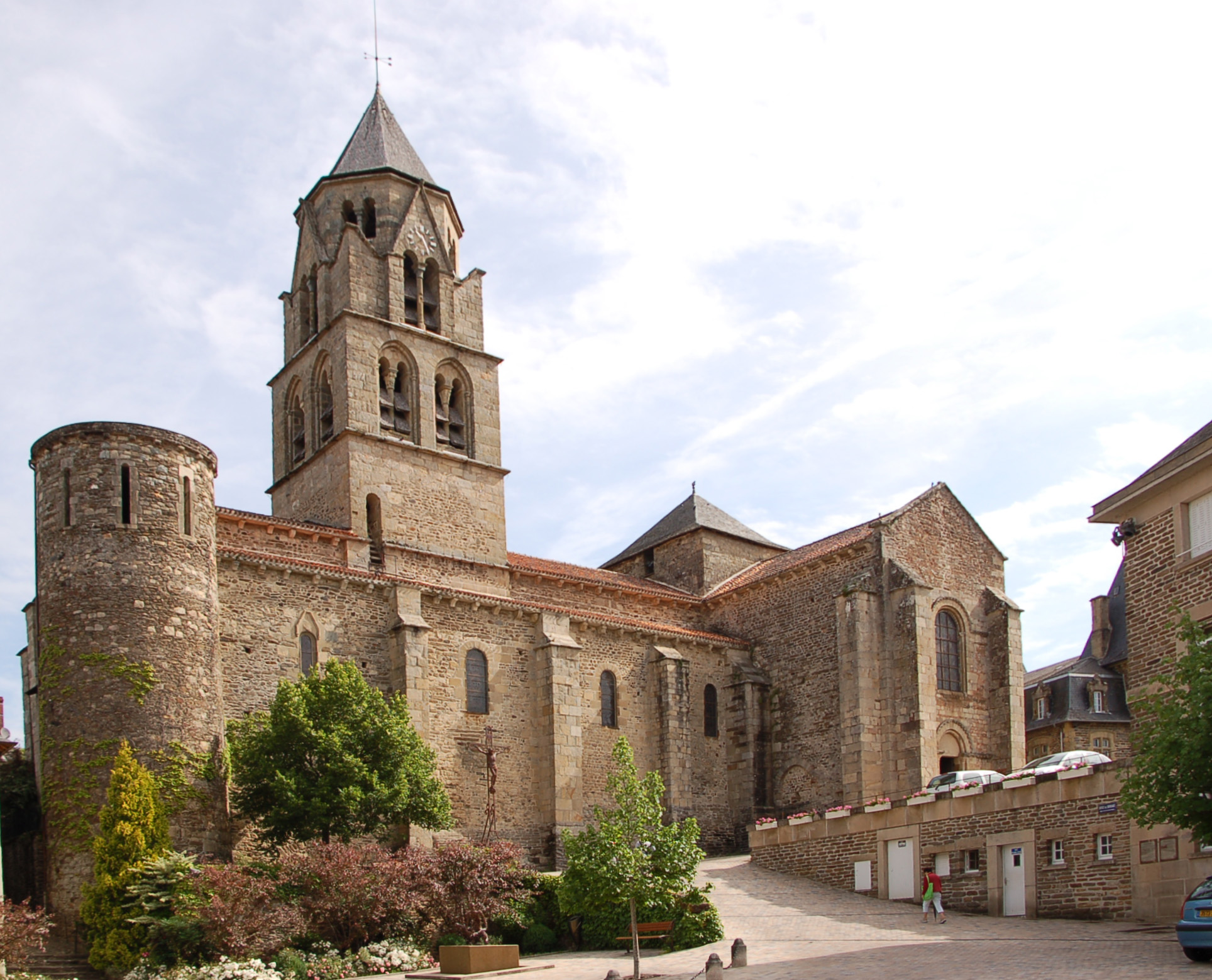
Abbaye Saint-Pierre d'Uzerche.
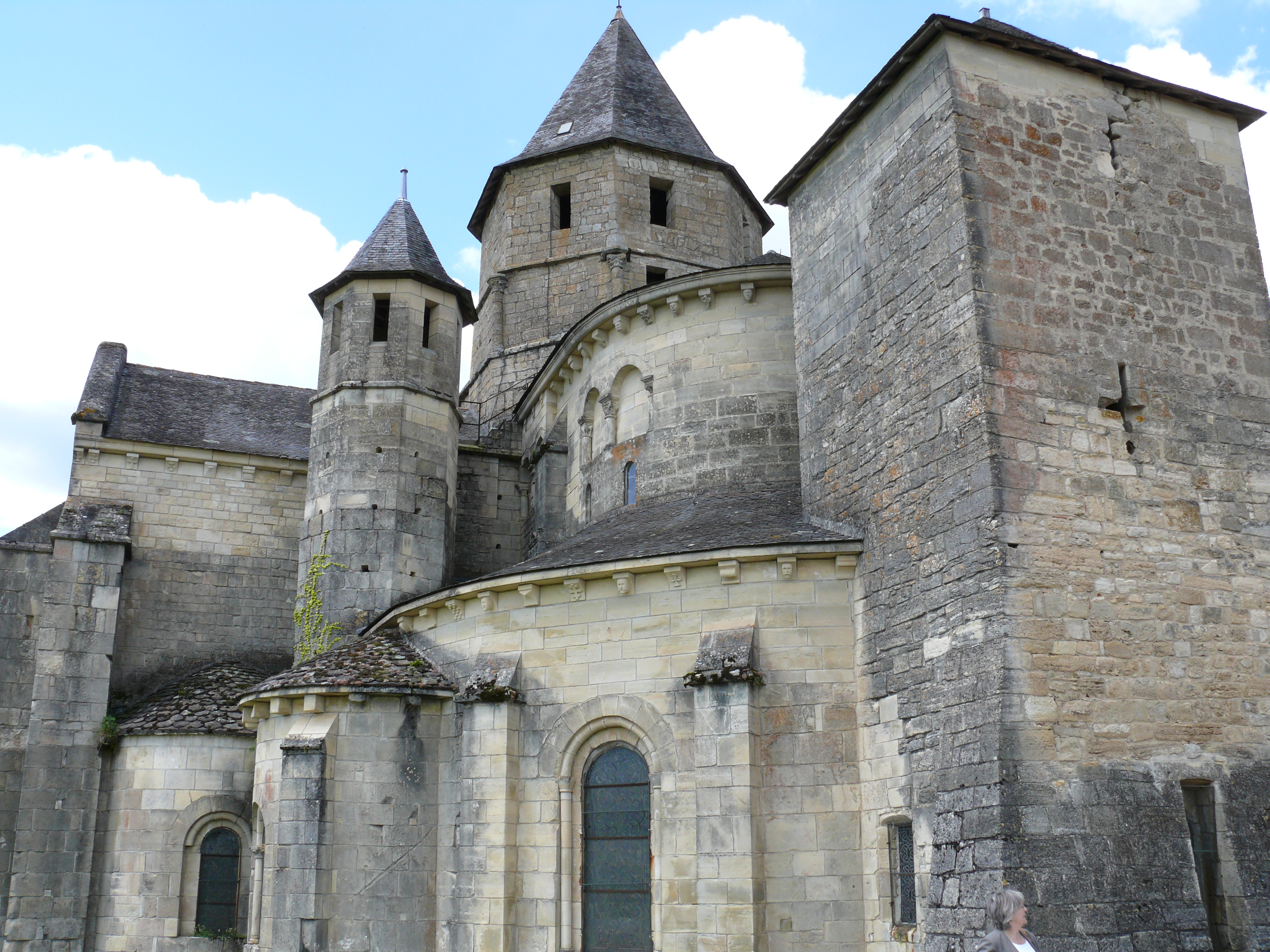
Prieuré Saint-Robert.

## Évêques

### Évêque originaire du diocèse de Tulle
- Dominique You, né le 3 juillet 1955 à Gassin, ordonné prêtre pour le diocèse de Tulle le 23 juillet 1981, évêque auxiliaire de São Salvador de Bahia (2002-2006), évêque de Santissima Conceição do Araguaia (depuis 2006)[14].

### Évêque transféré pour aides diverses
Jean-Christophe Lagleize, évêque émérite de Metz depuis 2021.

## Statistiques
En 2017, le diocèse comptait 221760 baptisés pour une population de 241 340 personnes, soit 91,9 % du total.
| année | population | population | population | prêtres | prêtres  | prêtres  | prêtres                       | diacres | religieux | religieux | parroisses |
| année | baptisés   | totale     | %          | nombre  | séculier | régulier | nombre de baptisés par prêtre | diacres | hommes    | femmes    | parroisses |
| ----- | ---------- | ---------- | ---------- | ------- | -------- | -------- | ----------------------------- | ------- | --------- | --------- | ---------- |
| 1950  | 250000     | 254601     | 98,2       | 240     | 224      | 16       | 1041                          |         | 42        | 240       | 293        |
| 1969  | 225000     | 237864     | 94,6       | 223     | 191      | 32       | 1008                          |         | 46        | 237       | 101        |
| 1980  | 229000     | 244000     | 93,9       | 178     | 163      | 15       | 1286                          | 4       | 24        | 163       | 295        |
| 1990  | 229000     | 250000     | 91,6       | 141     | 126      | 15       | 1624                          | 9       | 15        | 106       | 296        |
| 1999  | 224000     | 244000     | 91,8       | 113     | 102      | 11       | 1982                          | 5       | 13        | 94        | 296        |
| 2000  | 225700     | 245900     | 91,8       | 111     | 100      | 11       | 2033                          | 5       | 11        | 92        | 296        |
| 2001  | 213000     | 231810     | 91,9       | 113     | 93       | 20       | 1884                          | 6       | 20        | 82        | 296        |
| 2002  | 213000     | 231810     | 91,9       | 101     | 88       | 13       | 2108                          | 7       | 15        | 83        | 299        |
| 2003  | 213000     | 231810     | 91,9       | 87      | 82       | 5        | 2448                          | 7       | 5         | 77        | 296        |
| 2004  | 213000     | 231810     | 91,9       | 88      | 83       | 5        | 2420                          | 6       | 5         | 76        | 296        |
| 2010  | 219000     | 241600     | 90,6       | 73      | 66       | 7        | 3000                          | 7       | 9         | 66        | 296        |
| 2014  | 223300     | 242454     | 92,1       | 59      | 54       | 5        | 3784                          | 8       | 12        | 41        | 296        |
| 2017  | 221760     | 241340     | 91,9       | 49      | 44       | 5        | 4525                          | 11      | 12        | 35        | 296        |
| 2020  | 225850     | 242520     | 91,9       | 44      | 44       |          | 5064                          | 9       | 9         | 28        | 296        |